# Altiplano
För andra betydelser, se Altiplano (olika betydelser).

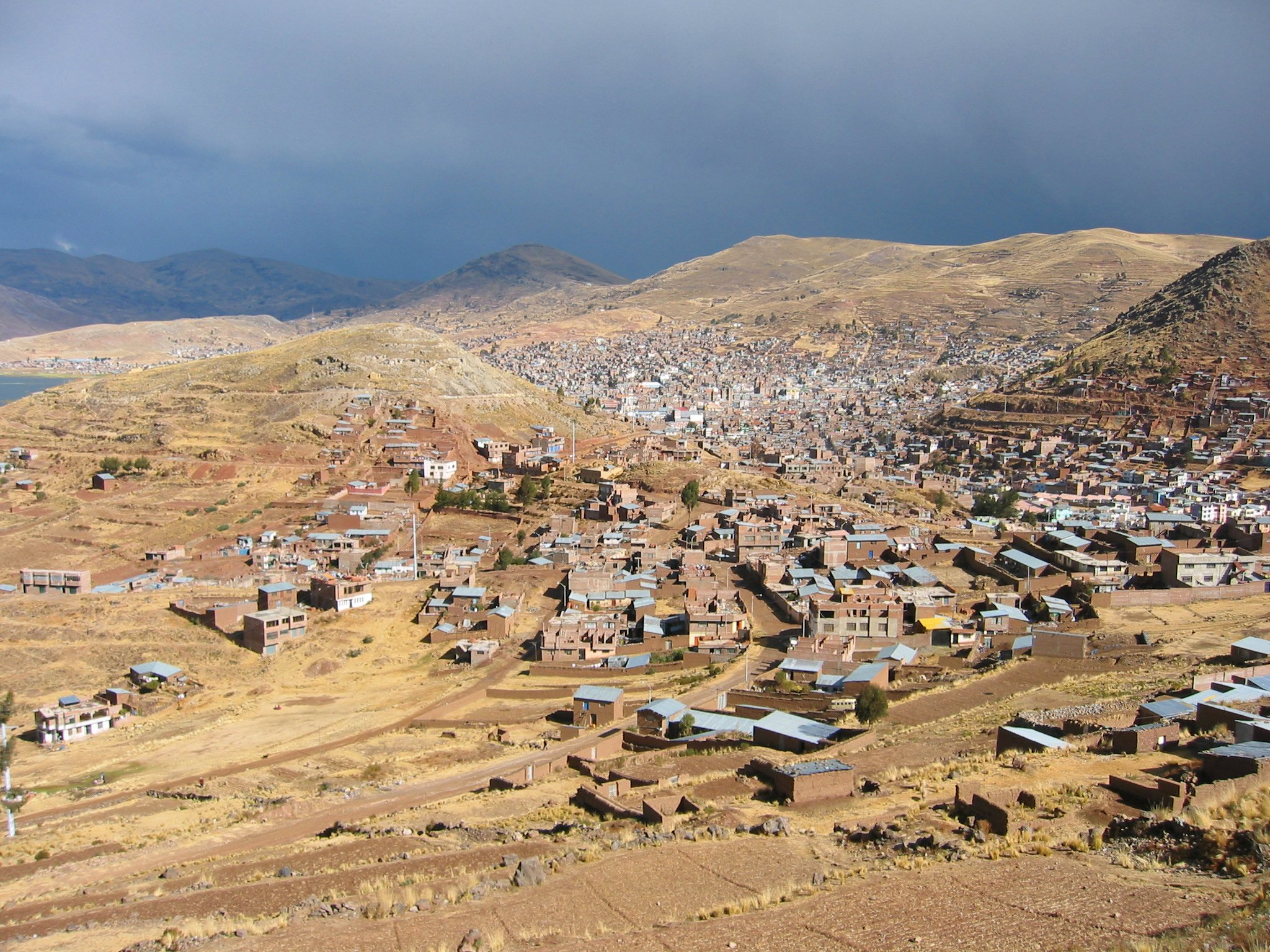
Puno i Peru är en av Altiplanos största städer.

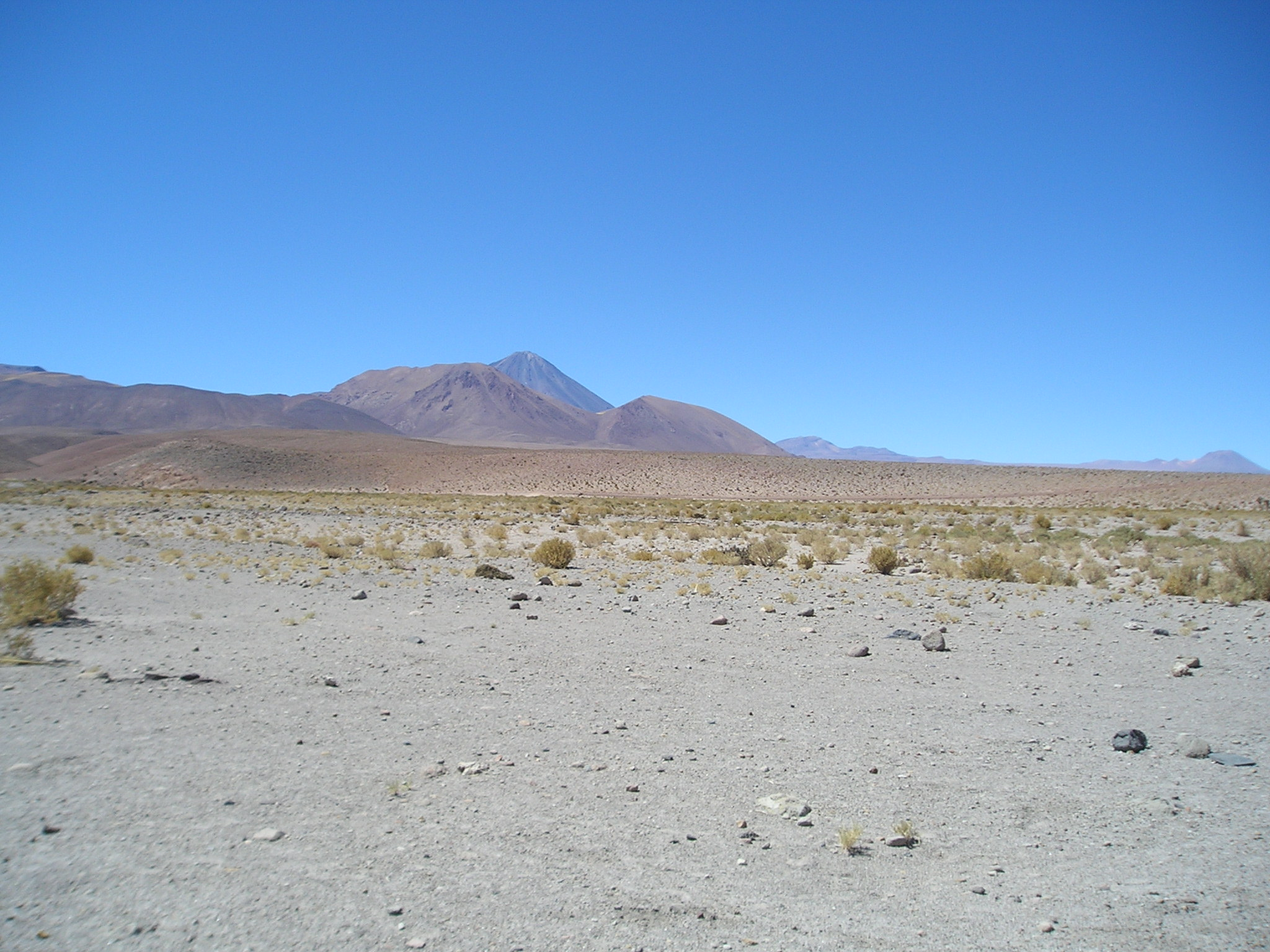
Altiplano i Chile.

Altiplano (spanska för 'högplatå'), eller Altiplano andino (Andiska högplatån), är ett torrt inlandsområde i de centrala Anderna, där Anderna är som bredast. Det utbreder sig över sydöstra Peru och västra Bolivia (med mindre delar över gränsen mot Chile och Argentina) och är det största högplatåområdet i världen utanför Tibet. Platån ligger på mellan 3600 och 4200 meter över havet, på i genomsnitt 3750 meters höjd.

## Geografi
Högslätten avgränsas i väster av Västkordiljäran och domineras där av stora bergstoppar med aktiva vulkaner. I öster avgränsas platån av Östkordiljäran. Runtom Altiplano ligger i nordöst Amazonas regnskog och längre österut Gran Chaco, medan Atacamaöknen, det torraste området i världen, ligger väster om Altiplano.
Ett antal sänkor finns i Altoplano, inklusive den där Titicacasjön ligger.
La Paz i Bolivia är Altiplanos största stad.

## Historia
I slutet av Pleistocenepoken täcktes hela Altiplano av en väldig sjö, Ballivián, av vilken återstår Titicacasjön, på gränsen mellan Peru och Bolivia, samt Poopósjön, en saltvattensjö som sträcker sig söder om Oruro. Salar de Uyuni, lokalt känd som "Salar de Tunupa", liksom Salar de Coipasa är två stora torra saltområden som bildades efter att Altiplanos förhistoriska sjöar torkade ut.

## Klimat
Begreppet Altiplano används ibland för att beskriva områdets altitud och den typ av klimat som råder, det vill säga kallare tierra fria men inte lika kallt som tierra helada. Den senare anses börja vid omkring 4 500 meter över havet.
Klimatet är halvtorrt till torrt med årliga medeltemperaturer som ligger mellan 3 grader Celsius nära det västliga bergsområdet, och 12 grader nära Titicacasjön (sjön bidrar till att norra delen av Altiplano har ett relativt milt och jämnt klimat). Dagstemperaturen varierar mellan 12 och 24 grader som högst och mellan -20 och 10 grader som lägst. De kallaste temperaturerna finns i den sydvästra delen under juni och juli då det är vinter på södra halvklotet. Den årliga nederbörden ligger på mindre än 200 millimeter i sydväst och 800 millimeter vid Titicacasjön. Regnperioden inträffar mellan december och mars, medan resten av året ofta är torrt, kallt, blåsigt och soligt. Snö faller mellan april och september, men inte oftare än 1 till 5 gånger per år.